# Илюшечкин, Василий Павлович
Васи́лий Па́влович Илю́шечкин (10 [23] апреля 1915 — 25 апреля 1996) — советский и российский историк, доктор исторических и философских наук, специалист в области истории Китая и теории общественно-экономических формаций.
Выпускник истфака ЛГУ, участник Великой Отечественной войны. После демобилизации поступил в аспирантуру ЛГУ. В 1952 году защитил кандидатскую по истории Компартии Китая, в 1966 году — докторскую по тайпинскому восстанию. После защиты докторской и вплоть до конца жизни занимался изучением теории общественно-экономических формаций (ТОЭФ).
В ходе своих исследований Илюшечкин пришёл к выводу, что если оперировать логическими категориями ТОЭФ так, как они были сформулированы Марксом, то нет никаких оснований для разграничения рабовладельческой и феодальной формаций, предпочтительнее говорить о единой сословно-классовой формации, в основе которой лежал рентный способ производства. Сразу после выхода в печать работы по ТОЭФ были встречены острой критикой в научной среде, однако со временем даже бывшие оппоненты признали их состоятельность.

## Биография
Василий Павлович Илюшечкин родился в заштатном городе Починки 10 апреля 1915 года в семье крестьян. Окончил исторический факультет ЛГУ (1939).
В 1940 году был призван в ряды Красной армии. Во время Великой Отечественной войны служил на Забайкальском фронте старшим инструктором 7-го отделения политотдела 53-й армии. Был демобилизован в 1945 году в звании старшего лейтенанта административной службы. Приказом войскам 53-й армии № 369 12 сентября 1945 года был награждён орденом Отечественной войны I степени и медалью «За победу над Японией». В наградном листе к ордену Отечественной войны указывалось, что «им [Илюшечкиным] прочитаны для наших войск десятки лекций о японских вооружённых силах в Китае, об особенностях военных действий на территории Манчжурии, подготовлен ряд информационных документов и справок. <…> Большая работа проведена тов. Илюшечкиным в гор. Кайлу, где он сумел разоблачить группу японских ставленников, захвативших в своих руки власть в городе…».
После завершения войны вернулся к научно-исследовательской деятельности и в 1952 году защитил кандидатскую диссертацию на тему «Борьба Коммунистической партии Китая за победу народно-демократической революции в 1931—1940 гг.». С 1950 года и до 1988 года работал в Институте востоковедения РАН, сначала младшим научным сотрудником (1950—1960), затем — старшим научным сотрудником (1960—1996). В 1966 году защитил диссертацию на соискание степени доктора исторических наук, а в 1988 году — за монографию «Сословно-классовое общество в истории Китая (опыт системно-структурного анализа)» В. П. Илюшечкину была присуждена степень доктора философских наук.
В 1985 году в честь 40-летия Победы был награждён орденом Отечественной войны II степени. В 1988 году вышел на пенсию.
Был женат на арабисте Вере Самоновне Фотиевой (26.12.1917—21.08.1995). В годы войны Фотиева вместе с Илюшечкиным была переведена в Монголию, где служила санинструктором в воинской части. Окончив ЛГУ, была принята в аспирантуру на кафедру арабской филологии, руководимую академиком И. Ю. Крачковским. По окончании аспирантуры в 1949 году преподавала современную арабскую литературу в МГУ им. М. В. Ломоносова. По возвращении из командировки в Йемен (1958—1959) работала синхронным переводчиком в ИОН при ЦК КПСС, занималась редактированием арабских текстов в издательстве «Прогресс». В 1972 году вышла на пенсию, всецело посвятив себя исследованию доисламской поэзии арабов. С Илюшечкиным впоследствии была разведена. Старший сын, Пётр Васильевич Илюшечкин (18.05.1942—2019), — врач, младший, Никита Васильевич Илюшечкин (16.05.1955 г. р.), — математик.
Василий Павлович Илюшечкин скончался 25 апреля 1996 года.

## Научный вклад

### Изучение истории КПК
Научную карьеру Василий Павлович начал с работы над диссертацией «Борьба Коммунистической партии Китая за победу народно-демократической революции в 1931—1940 гг.», которую успешно защитил в 1952 году. В данной работе учёный последовательно описал борьбу КПК в антияпонской войне, связывая её победу с массовой народной поддержкой.
В 1955 году Илюшечкин подвёргся резкой критике, когда на заседании сектора истории и экономики народно-демократических стран Дальнего Востока предоставил доклад «О перерастании буржуазно-демократической революции в Китае в революцию социалистическую». В докладной записке А. В. Лихолата в ЦК КПСС отмечалось:

Вопреки известным партийным документам и высказываниям И. В. Сталина и Мао Цзэ-дуна (см.: И. В. Сталин. Соч., т. 9, стр. 302 и др.; Мао Цзэ-дун. Соч., т. 3, стр. 173 и др.) т. Илюшечкин утверждал, что социалистическая революция в Китае началась в 1927 г., а созданная в то время в отдельных районах Китая народно-демократическая власть была в состоянии осуществить социалистический переворот.

Такой подход был назван леваческим и протроцкистским. Партийное бюро обязало Илюшечкина выступить с развернутой критикой своих ошибок на заседании сектора. Взыскания получили руководитель сектора Масленников, директор Института востоковедения АН СССР Губер и сам Василий Павлович.

### Изучение тайпинского восстания
В скором времени после защиты кандидатской диссертации Василий Павлович отошёл от изучения политизированной истории новейшего времени и сосредоточился на теме тайпинского восстания. В 1960 году под редакцией В. П. Илюшечкина и О. Г. Соловьёва (и в их же переводе, с привлечением китайских специалистов) был опубликован сборник документов по истории Тайпинского государства. Сборник включал 42 документа, распределённых по шести разделам: «Программные документы», «Внутренняя политика», «Военное дело», «Внешняя политика», «Идеология», «Показания тайпинских вождей на допросах».
В журнале «Вопросы истории» в следующем году вышла неподписанная рецензия. Автор рецензии особое внимание уделил предисловию В. П. Илюшечкина, поскольку оно содержало общий обзор литературы и источников по истории Тайпинского восстания и характеризовало документы и материалы, включённые в рецензируемое издание. Появление сборника в целом было обозначено как «положительное явление», однако вместе с тем рецензент критически оценил некоторые положения и умозаключения Илюшечкина. Так, он раскритиковал позицию В. П. Илюшечкина, который программу реформ Хун Жэньганя противопоставлял «Земельной системе Небесной династии» Хун Сюцюаня как «более реалистическую». Отверг рецензент и свидетельства о том, что тайпины пытались найти социальную опору в среде китайских помещиков и даже посылали свою армию для выколачивания недоимок с крестьян-арендаторов (рецензент призвал уточнить комментарий, чтобы стало ясно — данный случай единичный и нетипичный). Недоумение рецензента также вызвал вывод Илюшечкина о том, что Ли Сючэн и Хун Жэньгань до последнего не понимали «агрессивной сущности политики капиталистических держав и огромную опасность этой политики для Китая».
Вопросам аграрной политики тайпинского правительства В. П. Илюшечкин посвятил отдельную статью 1962 года. Исследователь пришёл к выводу, что единой аграрной политики у тайпинов не было, на разных территориях Тайпинского государства по-разному реализовывались три разных политических линии: конфискация земель с их перераспределением среди бедных крестьян; возможность менять арендодателя самими крестьянами; сохранение новой властью прежней системы отношений. Эксперимент с полным обобществлением земель и производства осуществлялся лишь в течение крайне ограниченного времени и только в районах, напрямую контролируемых тайпинами. Повстанцы пошли на компромисс с региональными помещичьими элитами, поскольку нуждались в постоянном пополнении казны и спокойствии в сельской местности.
В 1966 году учёный защитил докторскую диссертацию по восстанию тайпинов, в которой отстаивал идею, что оно было самым крупным антифеодальным восстанием в Китае, подробно исследовал причины, движущие силы и идеологию тайпинского движения. На основе диссертации в 1967 году была опубликована монография «Крестьянская война тайпинов»; в дальнейшем В. П. Илюшечкин возвращался к тайпинской проблематике вплоть до начала 1980-х годов. В состав монографии вошли материалы ранее опубликованных статей. В общем, Василий Павлович продолжал рассматривать тайпинское восстание как грандиозную по масштабам крестьянскую войну, в которой крестьяне как класс были движущей силой и основным участником событий. Вторым по значимости фактором являлась двойная — классовая и национальная — рознь, то есть противоречия между ханьцами, маньчжурами и национальными меньшинствами, с одной стороны, и, с другой, — противоречия между маньчжурскими и местными «феодалами». Воззрения Хун Сюцюаня рассматривались как концентрированное выражение протеста против цинской дискриминации и стремление к восстановлению социальной справедливости.

### Изучение теории формаций
В конце 1960-х годов Илюшечкин в очередной раз сменил фокус научного интереса, на этот раз обратившись к проблеме методологического характера, предполагавшей переосмысление идей Карла Маркса. В работе «К критике политической экономии» (1859) Маркс выделил «прогрессивные эпохи экономической общественной формации», которые определялись по общественным способам производства, в числе которых были названы азиатский, античный (рабовладельческий), феодальный и капиталистический. Однако, по мнению Илюшечкина, в данной схеме Марксом был определён только капиталистический способ производства — как диалектическое единство машинной ступени развития производительных сил и обусловленного ею в конечном счёте прибавочно-стоимостного типа экономически производственных отношений. Остальные «общественные способы производства» были выделены Марксом вслед за эталонно-правовыми стадиями общественной эволюции из схем Гегеля и Сен-Симона. «Трудно сказать, — отмечал Илюшечкин, — чем он руководствовался, допуская такую несуразность». Изучив историю многих стран и народов, в частности историю Китая, Илюшечкин пришёл к выводу, что докапиталистические общества представляют собой не две (рабовладельческую и феодальную), а всего лишь одну (сословно-классовую) формацию. Учёный доказывал, что если придерживаться самой логики теории Маркса, а не слепо, начётнически компилировать отдельные цитаты из его произведений, то станет очевидно, что основу и интегративное ядро каждой из общественных формаций составляет свойственный именно ей общественный способ производства, который представляет собою диалектическое единство определённой ступени развития производительных сил и обусловленного ею исторического типа производственных отношений. Так, капиталистический способ производства характеризуется Марксом со стороны свойственной ему ступени (системы) развития производительных сил машинным типом производственной техники, заменяющей (опредмечивающей) не только двигательно-энергетическую, но и рабочую функцию работника, а со стороны исторического типа производственных отношений — прибавочно-стоимостным типом экономической реализации господствующих отношений собственности на средства и условия производства в процессе производства и распределения. Илюшечкин приходит к выводу, что и все другие общественные способы производства равным образом должны определяться и различаться между собою со стороны формационных ступеней развития производительных сил — по соответствующему историческому типу производственной техники, опредмечивающей одну из основных трудовых функций работника, а со стороны исторических типов производственных отношений — по соответствующему типу экономической реализации господствующих отношений собственности на средства и условия производства в процессе производства и распределения. Произведённые Илюшечкиным исследования данного вопроса позволили ему сделать вывод, что «азиатская стадия является не более чем мифом, а рабовладельческая и феодальная „стадии“ составляют в действительности лишь одну единую сословно-классовую общественную формацию», ядром которой является докапиталистический способ производства. Этот способ со стороны свойственной ему ступени (системы) развития производительных сил характеризуется ручным типом производственной техники, а со стороны исторического типа производственных отношений — потребительско-стоимостным типом экономической реализации господствующих отношений собственности на средства и условия производства в процессе производства и распределения.
Илюшечкин признавал, что не он первым заявил о существовании единой докапиталистической формации: многие западные историки XIX века писали о том, что рабы не были основной производительной силой в Древнем мире, сама же теория единой феодальной формации была популярна в марксистcкой дореволюционной литературе, в советской науке о «большой феодальной формации» писал Ю. Кобищанов, в Китае похожие идеи выражал историк Ху Чжуньда. Вместе с тем Илюшечкин отмечал, что научной теорией может являться только такая система упорядоченных знаний, которая обладает специфическими для этой системы средствами и методами познания, «теорию большой феодальной формации» Кобищанова он считал псевдонаучной как раз по той причине, что строгая система категорий и процедур логического анализа в ней подменена свободным философствованием в духе «так мне подсказывает здравый смысл».

#### Реакция и критика
Уже первые работы Илюшечкина, посвящённые теории докапиталистической формации (брошюры 1970 и 1971 годов), вызвали резкую критику. Одним из первых на выход этих работ отреагировал В. Н. Никифоров, который в своей книге «Восток и всемирная история» (1975) критически разобрал теоретические построения противников пятичленной формации, в том числе и Илюшечкина: «Он не видит разницы в уровне развития производительных сил в древнем и средневековом мирах, а также грани между ними в виде какого-нибудь революционного переворота (победа же в средние века мировых религий не может служить доказательством смены общественно-экономической формации). <…> По нашему мнению, Илюшечкин подходит к проблеме периодизации с позиций негибких, законченных категорий, под которые он хотел бы подогнать реальный исторический процесс, в то время как последователи В. В. Струве, плохо ли хорошо ли, исходят из фактического хода истории».
Выходу в 1986 году монографии «Сословно-классовое общество в истории Китая (опыт системно-структурного анализа)», в которой Илюшечкин впервые полно изложил свою теорию сословно-классовой формации, была посвящена развёрнутая дискуссия в журнале «Народы Азии и Африки». Ведущие специалисты-востоковеды в целом высоко оценили логичность и последовательность теоретических построений автора книги, но вместе с тем высказали ряд критических замечаний, каждый — исходя из собственных представлений о теории истории. «Можно не соглашаться с отдельными положениями построений В. П. Илюшечкина, но после его работ нельзя больше делать вид, что концепция рабовладения и феодализма есть классическое воплощение исторического материализма», — отмечал экономист Р. М. Нуреев. Востоковед Л. Б. Алаев высоко оценил «деструктивную роль концепции Илюшечкина», которая, на его взгляд, заключалась в том, что он открыто бросил вызов пятичленной схеме исторического развития. Вместе с тем рецензент отмечал, что «над отечественными философами всё ещё довлеет сталинское определение производительных сил, в котором приоритет отдавался орудиям труда, а не человеку». По мнению рецензента, многократное увеличение творческой компоненты в средствах производства, а не замена труда человека трудом лошади, машины или компьютера, должно приниматься при выделении ступеней производительных сил. Схожей точки зрения придерживался историк А. И. Фурсов. А. В. Коротаев в целом высоко оценил концепцию Илюшечкина, признав, что «В. П. Илюшечкин достиг максимума того, что может быть получено в теории развития докапиталистических обществ при традиционном подходе». Вместе с этим ему показалось невероятным, что Шумеру эпохи III династии Ура, классическому Риму, могольской Индии и средневековой Франции был свойственен один и тот же «экономический закон развития». Рецензент сделал вывод, что сословно-классовая формация Илюшечкина — это мегаформация, которая может включать в себя ещё более мелкие формации. В том же году в журнале была опубликована рецензия Никифорова, который упрекнул предыдущих рецензентов в том, что они в целом одобрительно отозвались о книге и проигнорировали алогичность и внутреннюю противоречивость изложенной теории. В чём заключалась внутренняя противоречивость теории, автор рецензии не указал, основное внимания уделив заочной полемике с участниками дискуссии и отстаиванию позиций классической для советской исторической науки «пятичленки». Однако всего лишь спустя год, в октябре 1990 года, незадолго до своей кончины, на конференции, посвящённой особенностям исторического развития Востока, Никифоров публично признался, что четырёхстадийные концепции Ю. М. Кобищанова и В. П. Илюшечкина более адекватно отражают ход исторического процесса, чем защищаемая им на протяжении всей научной карьеры пятичленка.
Следующая монография Илюшечкина «Эксплуатация и собственность в сословно-классовых обществах (опыт системно-структурного исследования)», вышедшая в 1990 году, удостоилась только одной рецензии. А. В. Коротаев детально проанализировал слабые и сильные стороны книги, но в конечном счёте в достаточно категоричной форме заключил, что «при множестве содержащихся в книге В. П. Илюшечкина крайне ценных частных наблюдений и обобщений откровенно упрощённый подход автора к этой проблеме помешал её адекватному исследованию».

## Список работ
Список работ приводится по изданиям:
- Список основных научных работ докт. ист. наук В. П. Илюшечкина: (К 60-летию со дня рождения) / Сост. С. Д. Милибанд // Народы Азии и Африки. — 1976. — № 2. — С. 215—216. — Хронологический перечень 46 книг, статей, рецензий и редакторских работ за 1952—1975 гг..
- Список основных научных работ докт. ист. наук В. П. Илюшечкина: (К 70-летию со дня рождения) / Сост. С. Д. Милибанд // Народы Азии и Африки. — 1985. — № 6. — С. 201—202. — Хронологический перечень 33 книг, статей, рецензий и редакторских работ за 1975—1985 гг..
- Список основных научных работ докт. ист. и фил. наук В. П. Илюшечкина / Сост. С. Д. Милибанд // Восток. — 1995. — № 5. — С. 202—203. — Хронологический перечень 31 книги, статей, рецензий и редакторских работ за 1985—1995 гг..

Книги
- Илюшечкин В. П. Китай на пути к социализму. — М. : Госкультпросветиздат, 1954. — 76 с. — (Б-чка «В помощь лектору»; № 24). — 36 000 экз.
- Илюшечкин В. П. Крестьянская война тайпинов. — М. : Наука, 1967. — 394 с. — 1500 экз.
- Илюшечкин В. П. Система внеэкономического принуждения и проблема второй основной стадии общественной эволюции. — М., 1970. — 108 с. — 350 экз.
- Илюшечкин В. П. Рентный способ эксплуатации в добуржуазных обществах древности, средневековья и нового времени. Для науч. обсуждения. — М. : Институт Востоковедения АН СССР, 1971. — 68 с. — 350 экз.
- Илюшечкин В. П. Система и структура добуржуазной частнособственнической эксплуатации. В 2-х вып. — М. : Наука, 1980. — 444 с. — 250 экз.
- Илюшечкин В. П. Проблемы формационной характеристики сословно-классовых обществ (Научная разработка). — М. : Наука, 1986. — 100 с. — 175 экз.
- Илюшечкин В. П. Сословно-классовое общество в истории Китая (опыт системно-структурного анализа). — М. : Наука, 1986. — 394 с. — 1500 экз.
[Рецензия] / Цветаев В.. — Б.м.. — C. 138—141 Экономические науки, N 7, 1991 
[Рецензия] / Алимурзаев Г.. — Б.м.. — C. 133—136 Вопросы экономики, N 6, 1988
О китайском сословно-классовом обществе / Белов Е. А.. — Б.м.. — C. 189—192 Проблемы Дальнего Востока, N 1, 1988 
Кузнецов В. С. Рецензия на Сословно-классовое общество в истории Китая Вопросы истории 1988 № 4
Поликарпов В. В. Рецензия на Проблемы формационной характеристики сословно-классовых обществ Вопросы истории 1986 11
Н Философские науки рецензия Сиземская И. Н.; Крапивенский С. Э. 1989 № 1 121—126
- Илюшечкин В. П. Эксплуатация и собственность в сословно-классовых обществах (опыт системно-структурного исследования). — М. : Наука, 1990. — 435 с. — 1250 экз.
- Илюшечкин В. П. Теория стадийного развития общества. — М. : Издательская фирма «Восточная литература» РАН, 1996. — 406 с. — 700 экз.

Книги под редакцией и переводы
- Илюшечкин В. П. Предисловие // Тайпинское восстание. 1850—1864 гг. : Сборник документов. — М. : Издательство восточной литературы, 1960. — 326 с.
- Илюшечкин В. П. (отв.ред.) — Тайные общества в старом Китае [1970
- Илюшечкин В. П. (отв. ред.). Социальная и социально-экономическая история Китая. 1979

Статьи в журналах и сборниках
- Илюшечкин В. П. Студенческое движение 9 декабря 1935 г. в Китае // Краткие сообщения Инсти-тута востоковедения АН СССР. — 1952. — Вып. VII. — С. 3—19.
- Илюшечкин В. П. Китайско-русский  словарь / Ред.  И.  М.  Ошанин; сост. В. П. Илюшечкин и др.. — 1952.
- Ху Хуа. История новодемократцческой революции в Китае / Рец. В. П. Илюшечкин // Вопросы истории. — 1953. — № 7. — С. 154—158.
- Илюшечкин В. П. Сианьские события 12 декабря 1936 г. // Краткие сообщения Института востоковедения АН СССР. — 1954. — Вып. XI. — С. 44—56.
- Юрьев М. Ф. Роль революционной армии на первом этапе китайской революции / Рец. В. П. Илюшечкин // Вопросы истории. — 1954. — № 1. — С. 168—170.
- Илюшечкин В. П. Третья революционная гражданская война в Китае // Ученые записки Института востоковедеппя АН СССР. — М., 1955. — № XI. — С. 101—154.
- Илюшечкин В. П. Китай // Справочник пропагандиста. — М., 1955. — С. 265—276.
- Северо-Западный поход китайской Красной армии / Илюшечкин В. П. // Самойловка — Сигиллярии. — М. : Советская энциклопедия, 1955. — С. 340—341. — (Большая советская энциклопедия : [в 51 т.] /  гл. ред. Б. А. Введенский ; 1949—1958, т. 38).
- У Чжуан-да. Тайвань / Пер. В. П. Илюшечкин. — М., 1955. — 67 с.
- Тридцатого  мая  движение / Илюшечкин В. П. // Топсель — Уженье. — М. : Советская энциклопедия, 1956. — С. 237—238. — (Большая советская энциклопедия : [в 51 т.] /  гл. ред. Б. А. Введенский ; 1949—1958, т. 43).
- Илюшечкин В. П. Китайская Народная Республика // Зарубежные страны. — М., 1957. — С. 409—441.
- Лю Ши-ци. География сельского хозяйства Китая / пер. Илюшечкин В. П. // Зарубежные страны. — М., 1957. — 400 с.
- Илюшечкин В. П. Народное движение «4 мая» 1919 г. — начало новодемократической революции в Китае // Вопросы истории. — 1958. — № 10. — С. 123—138.
- Ху Хуа. История новодемократцческой революции в Китае / Рец. В. П. Илюшечкин // Вопросы истории. — 1953. — № 7. — С. 154—158.
- Симоновская Л. В.; Эренбург Г. Б.; Юрьев М. Ф. История Китая / Рец. В. П. Илюшечкин // Советское востоковедение. — 1958. — № 1. — С. 154—158.
- Илюшечкин В. П. Разделы: Борьба китайского народа против японского империализма и реакционной клики Чан Кай-ши в 1931—1935 гг., Подъем национально-освободительного движения и борьба КПК за создание единого национального антияпонского фронта (1935—1937), Начало национально-освободительной войны китайского народа (июль 1937—октябрь 1938), Наступление японских захватчиков на освобожденные районы, Первая и вторая антикоммунистические кампании гоминьдана (ноябрь 1938—май 1941 г.). — Очерки истории Китая в новейшее время. — 1959. — С. 227—336.
- Илюшечкин В. П. и др. Разделы: Китай в первой половине XIX в., Тайпинское восстание. — Всемирная история. — 1959. — Т. VI. — С. 304—13 и 419—433.
- Фын Дин. Некоторые вопросы, касающиеся китайской национальной буржуазии / Пер. В. П. Илюшечкин. — М., 1955. — 130 с.
- Илюшечкин В. П. Аграрная политика тайпинов (Доклад на XXV Международном конгрессе востоковедов). — М., 1960. — 7 с.
- Тайнинское восстание / Ред., сост., авт. предисл. и пер. В. П. Илюшечкин. — М., 1960. — 332 с.
- Китай / Сост., пер. В. П. Илюшечкин // Хрестоматия по новейшей истории зарубежных стран. — М., 1960. — Т. I. — С. 592—681.
- Китай / Сост., пер. В. П. Илюшечкин // Хрестоматия по новейшей истории зарубежных стран. — М., 1961. — Т. 3.
- Илюшечкин В. П. Аграрная политика тайпинов // На-оды Азии и Африки. — 1962. — № 4. — С. 98—106.
- Илюшечкин В. П. Антиманьчжурская направленность крестьянской войны тайпинов // Маньчжурское владычество в Китае. — М., 1966. — С. 289—306.
- Илюшечкин В. П. Крестьянская война тайпинов. — М., 1967. — 394 с.
- Илюшечкин В. П. Крестьянское движение в Гуандуне // Кантонская коммуна. — М., 1966. — С. 55—80.
- Няньцзюньское восстание // Советская историческая энциклопедия : в 16 т. / под ред. Е. М. Жукова. — М. : Советская энциклопедия, 1967. — Т. 10 : Нахимсон — Пергам. — 1038 стб.
- Илюшечкин В. П. Современная китайская историография крестьянской войны тайпинов // История и историография Китая. — М., 1968. — С. 185—202.
- Рабочее движение в Китае в 1945—1949 гг. / Ред. В. П. Илюшечкин. — М., 1969. — 235 с.
- Илюшечкин В. П. Тайные  общества  и  еретические  секты в  Китае  в  середине  XIX  в. // Тайные  общества  в  старом  Китае. — М., 1970. — С. 54—68.
- Тайные  общества  в  старом  Китае / Ред., авт.  предисл. В. П. Илюшечкин. — М., 1970. — 204 с.
- Iliouchetchkine V. Les sociétés secrètes et les sectes hérétiques en Chine au millien du XIXe siècles // Mouvements populaires et sociétés secrètes en Chine aux XIX et XXe siècles. — Paris : François Maspero, 1970. — P. 116—132.
- Илюшечкин В. П. Система  внеэкономического  принуждения  п  проблема  второй  основной  стадии общественной  эволюции  (На  правах  рукописи). — М., 1970. — 107 с.
- Илюшечкин В. П. Вопрос  о  второй  основной  стадии  общественной  эволюции  в  свете  истории Китая // Научная  конференция  «Общество  и  государство  в  Китае». — М., 1970. — Вып. I. — 105—114 с.
- Илюшечкин В. П. Рентный способ эксплуатации в буржуазных обществах древности, средневековья и нового времени  (На  правах  рукописи). — М., 1971. — 68 с.
- Илюшечкин В. П. Движение «4 мая» и его историческое значение // Движение 4 мая 1919 г. в Китае. — М., 1971. — С. 7—36.
- Илюшечкин В. П. Рента как основная форма отчуждения прибавочного продукта в древних и средневековых обществах на примере Китая // Научная конференция «Общество и государство в Китае». — М., 1971. — Вып. I. — С. 33—47.
- Илюшечкин В. П. Крестьянский коммунизм тайпинов // Народы Азии и Африки. — М., 1972. — № 3. — С. 57—66.
- Илюшечкин В. П. Крестьянская война тайпинов. Втора опиумная война 1856—1860 гг.. — Новая история Китая. — М., 1972. — 122—206 с.
- Илюшечкин В. П. Аренда-издольщина — основная форма эксплуатации в древнем и средневековом Китае // Третья научная конференция «Общество и государство в Китае». — М., 1972. — Вып. I. — С. 24—38.
- Илюшечкин В. П. Проблема второй основной стадии развития общества в свете истории Китая // Китай: общество и государство. — М., 1973. — 78—100 с.
- Тайппское восстание // Советская историческая энциклопедия : в 16 т. / под ред. Е. М. Жукова. — М. : Советская энциклопедия, 1973. — Т. 14 : Таанах — Фелео. — 1040 стб.
- Илюшечкин В. П. Способы соединения несвободных работников со средствами производства в средневековом Китае // Четвертая научная конференция «Общество и государство в Китае». — М., 1973. — Вып. I. — С. 137—140.
- Илюшечкин В. П. Аренда в системе частнособственнической эксплуатации древнего и средневекового Китая // Аграрные отношения и крестьянское движение в Китае. — М., 1974. — Вып. I. — С. 3—42.
- Илюшечкин В. П. Об общественном и государственном строе Китая в XIV—V вв. до н. э. // Пятая научная конференция «Общество и государство в Китае». — М., 1974. — Вып. I. — С. 3—10.
- Аграрные отношения и крестьян-кое движение в Китае / Ред., сост., авт. предисл. и пер. В. П. Илюшечкин. — М., 1974. — 263 с.
- Зарина Л. А.; Лившиц С. Г. Британский империализм в Китае / Рец. В. П. Илюшечкин // Народы Азии и Африки. — 1974. — № 5. — С. 205.
- Илюшечкин В. П. Об общественном и государственном строе Китая в XIV—V вв. до н. э. // Шестая научная конференция «Общество и государство в Китае». — М., 1975. — Вып. I. — С. 3—4.
- Илюшечкин В. П. О второй основной стадии общественной эволюции. — Научная конференция «Актуальные проблемы марксистско-ленинского учения об общественно-экономических формациях». — М., 1975. — С. 116—131.
- Илюшечкин В. П. 1 // К вопросу о формационной характеристике древнего и средневекового общества в Китае. — Общество и государство в Китае. — М., 1976. — С. 33—45.
- Илюшечкин В. П. О господствующих способах эксплуатации в древнем и средневековом Китае. — Китай: государство и общество. — М., 1977. — С. 29—45.
- Илюшечкин В. П. 1 // Общее и особенное в развитии добуржуазпого классового общества (к постановке проблемы применительно к древнему и средневековому Китаю). — Общество и государство в Китае. — М., 1977. — С. 3—31..
- Илюшечкин В. П. 1 // Методологические проблемы истории производительных сил (применительно к древнему и средневековому Китаю). — Общество и государство в Китае. — М., 1978. — С. 22—39..
- Илюшечкин В. П. Общее и особенное в развитии добуржуазных классовых обществ. — Социальная и социально-экономическая история Китая. — М., 1979. — С. 5—24.
- Илюшечкин В. П. К вопросу о формационной характеристике древнего и средневекового общества в Китае. — Социальная и социально-экономическая история Китая. — М., 1979. — С. 25—51.
- Илюшечкин В. П. 1 // К вопросу об идеологии руководителей крестьянских войн. — Общество и государство в Китае. — М., 1979. — С. 54—64.
- Илюшечкин В. П. 1 // Пекин в первые годы крестьянской войны тайпннов. — П. И. Кафаров и его вклад в отечественное востоковедение. — М., 1979. — С. 165—186.
- Илюшечкин В. П. Антиимпериалистическое движение «4 мая» 1919 г. в Китае // «Проблемы Дальнего Востока». — 1979. — № 2. — С. 147—157.
- Илюшечкин В. П. Система и структура добуржуазной частнособственнической эксплуатации. — М., 1981. — Вып. 1—2. — 444 с.
- Илюшечкин В. П. 1 // О классовой и сословной стратификации древнего и средневекового китайского общества. — Общество и государство в Китае. — М., 1980. — С. 3—16.
- Илюшечкин В. П. Традиционные эпохи и общественные формации // Философские науки. — 1980. — № 5. — С. 15—21..
- Илюшечкин В. П. Тайпиноведение в КНР. — Историческая наука в КНР. — М., 1981. — С. 172—191..
- Илюшечкин В. П. Сословная и классовая структура общества в древнем и средневековом Китае. — Социальные организации в Китае. — М., 1981. — С. 132—157.
- Илюшечкин В. П. 1 // О феодализме в'древнем Китае и двух тенденциях развития китайского государства. — Общество и государство в Китае. — М., 1981. — С. 3—16.
- Илюшечкин В. П. Выступление за круглым столом по теме «Производительные силы как философская категория» // Вопросы философии. — 1981. — № 9. — С. 99—100.
- Илюшечкин В. П. Тайпины и конфуцианство. — Конфуцианство в Китае. — М., 1982. — С. 231—248..
- Илюшечкин В. П. О двух системах одноименных категорий в теории общественных формаций. — Философские проблемы исторической пауки. — Тарту, 1982. — С. 27—50.
- Илюшечкин В. П. 1 // О некоторых особенностях китайского традиционного права с древнейших времен до начала XX в. — Общество и государствотв Китае. — М., 1982. — С. 3—14.
- Илюшечкин В. П. Эволюция и революция в истории общества. — Смена стадий общественного развитая, проблема переходных периодов и переходных форм общественных отношений. — М., 1982. — С. 52—57.
- Илюшечкин В. П. Термины «общественно-экономический уклад» и «способ производства» в работах К. Маркса п В. И. Лспипа. — Философские проблемы общественного прогресса. — Горький, 1982. — С. 43—57.
- Илюшечкин В. П. Теоретико-методологические проблемы общественного развития // «Народы Азии и Африки». — 1983. — № 2. — С. 127—132.
- Илюшечкин В. П. Цивилизации и общественные формации. — Цивилизации и исторический процесс. — М., 1983. — С. 6—14..
- Илюшечкин В. П. 1 // О первой межформациопной (сословноклассовой) революции в Кптае. — Общество и государство в Китае. — М., 6. — С. 12—19.
- Илюшечкин В. П. 1 // Региональные цивилизации и ступени развития мировой цивилизации на примере истории Китая. — Общество и государство в Китае. — М., 1984. — С. 3—13.
- Илюшечкин В. П. Развитие производительных сил и общественного производства в древнем и средневековом Кптае. — Производительные силы п социальные проблемы старого Китая. — М., 1984. — С. 5—53.
- Илюшечкин В. П. О системе и структуре отношений частно-собствеппической эксплуатации // Изв. АН СССР. — 1984. — № 4. — С. 69—81. — (Сер. экономическая).
- Илюшечкин В. П. Ф. Энгельс о происхождении общественных классов и государства и данные современной науки // Философские науки. — 1984. — № 6. — С. 17—23.
- Илюшечкин В. П. Высказывания Ф. Энгельса о происхождении государства в свете данных современной науки. — Государство в докапиталистических обществах Азии. — М., 1984. — С. 38—44.
- 1 // Конфуций и Шан Ян о путях объединения Китая. — Общество и государство в Китае. — М., 1985. — С. 36—42.
- Илюшечкин В. П. О действии закона неравномерности развития различных обществ-в предколониальный период. — Актуальные вопросы историографии Востока нового и новейшего времени. — М., 1985. — С. 72—76.
- Илюшечкин В. П. О некоторых особенностях борьбы классов и сословий в странах Востока в доколониальную эпоху. — Общественные движения и ихидеология в докапиталистических обществах Азии. — М., 1985. — С. 23—28.
- Илюшечкин В. П. К вопросу о разработке политэкономической теории добуржуазных классовых обществ // Экономические науки. — 1986. — № 3. — С. 16—22.
- Илюшечкин В. П. 1 // О некоторых особенностях сословно-классовой борьбы в древнем и средневековом Китае. — Общество и государство в Китае. — М., 1986. — С. 12—18.
- Илюшечкин В. П. Проблемы формационной характеристики сословно-классовых обществ. Научная разработка РАН. — М. : «Наука», 1986. — 99 с.
- Илюшечкин В. П. Сословно-классовое общество в истории Китая. — М. : «Наука», 1986. — 396 с.
- Илюшечкин В. П. Сословная и классовая стратификация в добуржуазных обществах. — Классы и сословия в докапиталистических обществах Азии. — М., 1986. — С. 45—67.
- Илюшечкин В. П. У истоков социально-исторической концепции К. Маркса. — Методологическиепроблемы истории марксистско-ленинской философии. — М., 1986. — С. 50—55.
- Илюшечкин В. П. Цивилизации: ступени развития и региональные типы // Азия и Африка сегодня. — 1986. — № 10. — С. 19—22.
- Илюшечкин В. П. Эволюция и революция в общественном развитии. — Проблемы переходного периода и переходных общественных отношений. — М., 1986. — С. 44—58.
- Илюшечкин В. П. О двух тенденциях и двух стадиях развития государственности в старом Китае. — Государство в докапиталистических обществах Азии. — М., 1987. — С. 52—81.
- Илюшечкин В. П. 3 // О межформационных — буржуазной и социалистической — революциях в Китае. — Общество и государство в Китае. — М., 1987. — С. 201—207.
- Илюшечкин В. П. О происхождении и эволюции понятия «феодализм» // Народы Азии и Африки. — 1987. — № 6. — С. 72—85.
- Илюшечкин В. П. О соотношении закона стадиальности и зако- на неравномерности в общественном развитии // Философские науки. — 1987. — № 3. — С. 35—44.
- Илюшечкин В. П. О стадийном характере исторического процесса освоения природы обществом. — XXVII съезд КПСС и проблемы взаимодействия общества и природы на различных исторических этапах. — М., 1987. — С. 20—21.
- Илюшечкин В. П. Переход к капитализму в свете действия закона неравномерности общественного развития. — Первоначальное накопление капитала в Европе и Восток. — М., 1987. — С. 29—33.
- Илюшечкин В. П. Структура межформационных революций и их некоторые особенности. — Социальная детерминация познания методологический фактор научной деятельности. — Тарту, 1987. — С. 124—139.
- Илюшечкин В. П. Главные силы сословно-классовой борьбы в странах Востока в доколониальную эпоху. — Общественные движения и их идеология вдобуржуазных общ ествах Азии. — М., 1988. — С. 255—269.
- Илюшечкин В. П. Концепция , общественного синтеза и теория общественных формаций // Народы Азии и Африки. — 1988. — № 2. — С. 132—137.
- Илюшечкин В. П. Об основных стадиях развития докапиталистического города. — Город на традиционном Востоке. — М., 1988. — С. 14—22.
- Илюшечкин В. П. О соотношении и взаимосвязи теории общественной формации и политической экономии // Вопросы философии. — 1988. — № 4. — С. 54—67.
- Илюшечкин В. П. 1 // О влиянии природных условий наформирование: и развитие аграрных: цивилизаций. — История взаимодействия общества и природы. — М., 1989. — С. 117—119.
- Илюшечкин В. П. Происхождение и некоторые особенности китайской сословно-классовой цивилизации. — Цивилизация: теория, история и современность. — М., 1989. — С. 36—46.
- Илюшечкин В. П. Эксплуатация и собственность в сословноклассовых обществах ( опыт системно-структурных исследований). — М. : «Наука», 1990. — 463 с.
- Илюшечкин В. П. Вопросы историографии. // Историография крестьянской войны тайпинов (краткий очерк). — Узловые проблемы истории докапиталистических обществ Востока. — М., 1990. — С. 179—211.
- Илюшечкин В. П. 1 // О влиянии природных условий наформирование и развитие аграрных цивилизаций. — История взаимодействия общества и природы. — М., 1990. — С. 117—119.
- Илюшечкин В. П. О первооткрывательстве в науке и научныхтеориях // Народы Азии и Африки. — 1990. — № 6. — С. 200—202.
- Илюшечкин В. П. Сословия и сословные группы. — Социальная структура Китая: XIX— перваяполовина XX в. — М., 1990. — С. 14—27.
- Илюшечкин В. П. 1 // Политические структуры древности и сред-невековья: ' сравнительно-исторический аспект. — Система, государственного феодализма в России. — М., 1993. — С. 18—39.
- Илюшечкин В. П. Общественные формации и цивилизации // Восток. — 1994. — № 5. — С. 223—236.
- Илюшечкин В. П. О статье А. С. Ахиезера «Сословность (специфика) России как научная проблема» // Отечественная история. — 1995. — № 1.